# くさかべかさく
くさかべ　かさくは、日本の小説家。北海道稚内市出身。2018年8月よりくさかべ　かつ美に改名。
2014年に電撃文庫から『クズが聖剣拾った結果』（くさかべかさく名義）でデビュー。2018年に『愛情融資店まごころ』で第4回小学館ジュニア文庫小説賞金賞を受賞（ぽぽぽぽ美名義）。同年8月からくさかべかつ美にペンネーム変更。

## 作品リスト
電撃文庫
- クズが聖剣拾った結果
  - クズが聖剣拾った結果 （2014年7月10日）　ISBN 978-4-04-866709-8
  - クズが聖剣拾った結果2 （2014年11月8日）　ISBN 978-4-04-869068-3
  - クズが聖剣拾った結果3 （2015年4月10日）　ISBN 978-4-04-865053-3
  - クズが聖剣拾った結果4 （2015年9月10日）　ISBN 978-4-04-865383-1

- 異世界JK町おこし 〜このことについて、魔族に依頼してよろしいか伺います〜 （2018年5月10日）　ISBN 978-4-04-893826-6

小学館ジュニア文庫
- 愛情融資店まごころ （2018年12月21日）　ISBN 978-4-09-231271-5
- 愛情融資店まごころ2 好きなんて言えない （2019年6月28日）　ISBN 978-4-09-231295-1
- 愛情融資店まごころ3 サヨナラ、自分勝手 （2021年2月26日）　ISBN 978-4-09-231360-6